# Tall Abyaḑ
Tall Abyaḑ (arabiska: تل أبيض, kurdiska: Girê Spî) är en stad i norra Syrien och en av landets huvudsakliga gränsövergångar mot Turkiet. Staden grundades 1915. Sedan 16 juni 2015 kontrolleras staden av Folkets försvarsenheter.